# Goudourville
Goudourville – miejscowość i gmina we Francji, w regionie Oksytania, w departamencie Tarn i Garonna.
Według danych na rok 1990 gminę zamieszkiwało 811 osób, a gęstość zaludnienia wynosiła 72 osób/km² (wśród 3020 gmin regionu Midi-Pireneje Goudourville plasuje się na 405. miejscu pod względem liczby ludności, natomiast pod względem powierzchni na miejscu 997.).